# Valle-di-Campoloro
Valle-di-Campoloro (kors. E Valle di Campoloru) – miejscowość i gmina we Francji, w regionie Korsyka, w departamencie Górna Korsyka.
Według danych na rok 1990 gminę zamieszkiwały 253 osoby, a gęstość zaludnienia wynosiła 45 osób/km².